# Drei-Fünftel-Klausel
Die Drei-Fünftel-Klausel (engl. Three-Fifths Compromise) war ein Kompromiss zwischen den Südstaaten und den Nordstaaten der USA, der 1787 auf der verfassunggebenden Constitutional Convention in Philadelphia erreicht wurde. Dabei wurde festgelegt, dass jeweils drei von fünf der Sklaven bei der Volkszählung in den Bundesstaaten – sowohl für Steuerzwecke als auch bei der Sitzzuteilung im Repräsentantenhaus – mitgezählt werden sollten. Dadurch erhielten die Südstaaten ein Drittel mehr Abgeordnete und Wahlmänner für die Wahl des Präsidenten, als wenn Sklaven nicht gezählt worden wären. Ihre Dominanz der Politik im Interesse der Sklavenbesitzer bis zum Ausbruch des Amerikanischen Bürgerkriegs 1861 mussten sie jedoch im Gegenzug durch höhere Steuern bezahlen.

## Vorgeschichte
Die Diskussion um den Kompromiss begann 1783 mit einem Vorschlag zu einem Zusatzartikel zu den Konföderationsartikel. Ein Kongresskomitee hatte vorgeschlagen, dass für Steuerzwecke das Vermögen der Bundesstaaten nicht mehr nach dem Grundbesitz, sondern nach der Anzahl aller Einwohner „jedes Alters, Geschlechts und Qualität, außer nicht besteuerter Indianer“ bemessen werden sollte. Die Südstaaten erhoben sofort Einspruch, da dabei die Sklaven eingeschlossen waren, die von ihnen als Eigentum angesehen wurden. Thomas Jefferson, der selbst Sklavenbesitzer war, schrieb in seinen Notizen über die Debatte, dass die Südstaaten „nach ihrer Anzahl und ihrem Vermögen zusammen, während der Norden nur seiner Anzahl nach besteuert“ würde.
Kompromissvorschläge, die Hälfte oder drei Viertel der Sklaven zu zählen, fanden keine Mehrheit, aber endlich einigte man sich auf James Madisons Drei-Fünftel-Vorschlag, der aber dann letztendlich am Widerstand von New York und New Hampshire scheiterte.

## Constitutional Convention
Einig war man sich von Anfang an, dass die Sitzzuteilung im Repräsentantenhaus proportional zur Einwohnerzahl der Bundesstaaten sein sollte. Die Debatte ging wieder darum, ob Sklaven als Einwohner oder Eigentum betrachtet werden sollten. Die Sklavereistaaten wollten, dass Sklaven Einwohner sein sollten, wenn es um die Berechnung der Sitzzuteilung ging, sollten aber die Steuern aufgrund der Einwohnerzahl eines Bundesstaates berechnet werden, dann sollten die Sklaven nur als Eigentum behandelt werden. Die Staaten, in denen es keine oder fast keine Sklaverei mehr gab, forderten, dass die Sklaven zur Berechnung der Steuererhebung, aber nicht zur Sitzzuteilung mitgerechnet werden sollten, da sie ja nicht wählen durften.
Der Kompromiss erwies sich dann als Lösung der in dem Moment verfahrenen Debatte, allerdings wechselten beide Verfechter die Seiten: 1783 wollte der Norden, dass die Sklaven zu einem größeren Teil gezählt werden, damit die Südstaaten mehr Steuern zahlten, und 1787 wollten die Südstaaten, dass die Sklaven zu einem größeren Teil gezählt werden, damit sie mehr Mitglieder im Repräsentantenhaus erhielten und damit die Interessen der Sklavenbesitzer vertreten konnten.
Die Klausel wurde von James Wilson und Roger Sherman beantragt und in die Verfassung der USA am 17. September 1787 aufgenommen.

„Es wurde viel über die Unangemessenheit gesagt, Männer zu vertreten, die keinen eigenen Willen haben... Sie sind Männer, aber zur Sklaverei degradiert. Sie sind Personen, die den kommunalen Gesetzen der von ihnen bewohnten Staaten sowie den Naturgesetzen bekannt sind. Vertretung und Besteuerung gehören jedoch zusammen, und für beide sollte eine einheitliche Regel gelten. Wäre es gerecht, eine einzigartige Belastung aufzuerlegen, ohne einen angemessenen Vorteil zu gewähren?“

Der entsprechende Passus befindet sich in Artikel 1, Abschnitt 2, Paragraph 3 der Verfassung der Vereinigten Staaten und lautet im Original:

„Representatives and direct Taxes shall be apportioned among the several States which may be included within this Union, according to their respective Numbers, which shall be determined by adding to the whole Number of free Persons, including those bound to Service for a Term of Years, and excluding Indians not taxed, three fifths of all other Persons.“

sowie in deutscher Übersetzung:

„Die Abgeordnetenmandate und die direkten Steuern werden unter den einzelnen Staaten, die gegebenenfalls diesem Bund angeschlossen sind, aufgeteilt gemäß ihrer jeweiligen Einwohnerzahl, welche bestimmt wird, indem zur Gesamtzahl der freien Personen, einschließlich der in einem befristeten Dienstverhältnis stehenden, und ausschließlich der nicht besteuerten Indianer drei Fünftel aller übrigen Personen hinzugezählt werden.“

Der Passus steht so noch in der heutigen Verfassung, da Zusatzartikel zwar die Rechtslage, aber nie den Text der originalen Verfassung ändern.
In der deutschen Übersetzung der Amerikanischen Botschaft in Berlin wird der Ausdruck „bound to Service“ euphemistisch als „in einem befristeten Dienstverhältnis“ wiedergegeben. Tatsächlich handelte es sich hier, wie das Wort bound (gebunden) es ja nahelegt, um schwarze und weiße Zwangsarbeiter, Waisen die ihre Unterkunft und Verpflegung als Kinder abzahlen mussten, und auch Indenturarbeiter, die ihre Überfahrt durch Vertragsarbeit (Indentur) abzahlten.
„Nicht besteuerte Indianer“ waren Stämme, die auf ihren eigenen Gebieten lebten, und Stammesangehörige, die sich anderweitig sesshaft machten; in der Volkszählung von 1870 waren 8 Prozent aller Indianer besteuert. Durch Militärdienst, Ehe mit Weißen und den Dawes Act (1887) konnten Indianer eingebürgert werden. Die volle Staatsbürgerschaft erhielten alle Indianer 1924 durch den Indian Citizenship Act und werden seitdem mitgezählt.

## Politische Folgen
Die Folge dieses Abkommens auf die Sitzverteilung im Repräsentantenhaus war, dass die Sklavereistaaten eine größere parlamentarische Vertretung erhielten als die freien Staaten. So ergab die erste Volkszählung 1790 unter anderem, dass in New Hampshire 140.000 freie Bürger lebten, wodurch der Bundesstaat vier Sitze erhielt. In South Carolina lebten ebenfalls 140.000 freie Bürger, aber darüber hinaus noch 100.000 Sklaven, sodass der Staat sechs Sitze erhielt. Massachusetts hatte eine größere Zahl freier Bürger als Virginia, Virginia erhielt aber aufgrund der 300.000 Sklaven noch fünf weitere Sitze. Abgeordnete der freien Staaten wären ohne die Drei-Fünftel-Bestimmung gegenüber denen der Staaten mit Sklaverei mit 57 zu 33 in der Mehrheit gewesen.
Neben dem Repräsentantenhaus waren die Sklavereistaaten ebenfalls bei den Präsidentschaftswahlen aufgrund des Wahlmännergremiums überrepräsentiert. So war die freie Bevölkerung von Virginia und Pennsylvania gleich groß, aufgrund der Sklavenbevölkerung konnte Virginia sechs Wahlmänner mehr entsenden. Entscheidend wurde dies bereits bei der Präsidentschaftswahl 1800, als Thomas Jefferson 73 Wahlmännerstimmen erhielt und John Adams 65. Da zwölf von Jeffersons Wahlmännerstimmen auf die Drei-Fünftel-Bestimmung zurückzuführen sind, hätte er ohne sie und die „Negerwahlmänner“, wie man sie im Norden nannte, nur 61 Wahlmännerstimmen erhalten und damit verloren.
Die Drei-Fünftel-Klausel trug damit dazu bei, dass während 32 der ersten 36 Jahre des Landes das Amt des Präsidenten von Sklavenbesitzern aus Virginia ausgeübt wurde, die einzige Ausnahme bildete John Adams.

## Nach dem Amerikanischen Bürgerkrieg
Dem 13. Zusatzartikel zur Verfassung der Vereinigten Staaten von 1865, welcher die Abschaffung der Sklaverei erwirkte, folgte der 14. Zusatzartikel zur Verfassung der Vereinigten Staaten von 1868, der zum Schutz der schwarzen Bevölkerung explizit die Zählung aller Bürger verordnete und allen männlichen Bürgern über einundzwanzig Jahren das Wahlrecht gab, solange sie es nicht durch eine Verurteilung für ein Verbrechen verloren hatten.
Die hier genannte Beschränkung auf „männliche Personen“ als Wähler wurde später durch den 19. Zusatzartikel zur Verfassung der Vereinigten Staaten 1920 abgeschafft; das hier genannte Wahlalter von einundzwanzig Jahren wurde durch den 26. Zusatzartikel zur Verfassung der Vereinigten Staaten 1971 auf achtzehn Jahre abgesenkt.